# Menina
La menina (del inglés: MEN, multiple endocrine neoplasia) es una proteína que en los seres humanos está codificada por el gen MEN1 . La menina es un supuesto supresor de tumores asociado con la neoplasia endocrina múltiple tipo 1.
Los estudios in vitro han demostrado que la menina se localiza en el núcleo, posee dos señales funcionales de localización nuclear e inhibe la activación transcripcional por JunD. Sin embargo, se desconoce la función de esta proteína. Se han detectado dos mensajes en transferencias Northern, pero el mensaje más grande no se ha caracterizado. Se han identificado dos variantes de la transcripción más corta donde el empalme alternativo afecta a la secuencia codificante. También se han identificado cinco variantes en las que tiene lugar un empalme alternativo en el 5 'UTR.

## Historia
En 1988, investigadores del Hospital Universitario de Uppsala y el Instituto Karolinska de Estocolmo mapearon el gen MEN1 en el brazo largo del cromosoma 11. El gen fue finalmente clonado en 1997

## Genómica
El gen se encuentra en el brazo largo del cromosoma 11 (11q13) entre los pares de bases 64,570,985 y 64,578,765. Tiene 10 exones y puede codificar para diversas variantes proteicas que poseen una longitud de entre 555 a 657 aminoácidos.
Hasta 2010 se informó más de 1300 mutaciones. Se predice que la mayoría (> 70%) de estos conducen a formas truncadas dispersas por todo el gen.

## Implicaciones clínicas
El fenotipo MEN1 se hereda mediante un patrón autosómico dominante y se asocia con neoplasias de la glándula pituitaria, la glándula paratiroidea y el páncreas (las 3 "P"). Si bien estas neoplasias suelen ser benignas (a diferencia de los tumores que se presentan en MEN2A), son adenomas y, por lo tanto, producen alteraciones endocrinas. Las presentaciones pancreáticas del fenotipo MEN1 pueden manifestarse como síndrome de Zollinger-Ellison .
Los tumores hipofisarios MEN1 son adenomas de células de la hipófisis anterior, típicamente prolactinomas o adenomas secretores de hormona del crecimiento. Los tumores pancreáticos afectan a las células de los islotes, dando lugar a gastrinomas o insulinomas. En casos raros, también se observan tumores de la corteza suprarrenal.

## Papel en el cáncer
La mayoría de las mutaciones somáticas o de la línea germinal en el gen MEN1 predicen el truncamiento o la ausencia de menina codificada, lo que da como resultado la incapacidad de MEN1 para actuar como un gen supresor tumoral. Tales mutaciones en MEN1 se han asociado con la unión defectuosa de la menina codificada a proteínas implicadas en mecanismos genéticos y epigenéticos. La menina es una proteína de 621 aminoácidos asociada con los insulinomas que actúa como un adaptador al mismo tiempo que interactúa con proteínas asociadas involucradas en actividades celulares vitales como la regulación trascripcional, la división celular, la proliferación celular y la estabilidad del genoma. Los insulinomas son tumores neuroendocrinos del páncreas con una incidencia de 0,4 %  que generalmente son tumores solitarios benignos pero 5-12 % de los casos tienen metástasis a distancia en el momento del diagnóstico. Estos MEN-1 familiares y tumores esporádicos pueden surgir debido a la pérdida de heterocigosidad o de la región cromosómica 11q13 donde se encuentra MEN1, o debido a la presencia de mutaciones en el gen.
Las mutaciones de MEN1 comprenden en su mayoría deleciones o inserciones con desplazamiento del marco de lectura, seguidas de mutaciones sin sentido, sin sentido, del sitio de empalme y deleciones de genes parciales o completas que dan como resultado la enfermedad. Las mutaciones de cambio de marco y sin sentido dan como resultado una proteína menina supuestamente inactiva y truncada, mientras que las mutaciones en el sitio de empalme dan como resultado un ARNm empalmado incorrectamente. Las mutaciones sin sentido de MEN1 son especialmente importantes ya que dan como resultado un cambio en los aminoácidos cruciales necesarios para unirse e interactuar con otras proteínas y moléculas. Como la menina se encuentra predominantemente en el núcleo, estas mutaciones pueden afectar la estabilidad de la célula y pueden afectar aún más la actividad funcional o los niveles de expresión de la proteína. Los estudios también han demostrado que los cambios de un solo aminoácido en genes implicados en trastornos oncogénicos pueden resultar en una degradación proteolítica que conduce a la pérdida de la función y a la reducción de la estabilidad de la proteína mutante; un mecanismo común para inactivar productos génicos supresores de tumores. Las mutaciones y deleciones del gen MEN1 también juegan un papel en el desarrollo de adenomas hipofisarios hereditarios y un subgrupo de adenomas hipofisarios esporádicos y se detectaron en aproximadamente el 5% de los adenomas hipofisarios esporádicos. En consecuencia, las alteraciones del gen representan un mecanismo patogénico candidato de tumorigénesis pituitaria, especialmente cuando se consideran en términos de interacciones con otras proteínas, los factores de crecimiento y los oncogenes juegan una regla en la tumorigénesis.
Aunque se desconoce la función exacta de MEN1, la hipótesis de los "dos golpes" de Knudson proporciona una fuerte evidencia de que es un gen supresor de tumores . La pérdida familiar de una copia de MEN1 se asocia con el síndrome de MEN-1 . La carcinogénesis supresora de tumores sigue el modelo de "dos efectos" de Knudson . El primer impacto es una mutación heterocigótica de la línea germinal de MEN1, ya sea desarrollada en una etapa embrionaria temprana y, en consecuencia, presente en todas las células al nacer para los casos esporádicos, o heredada de uno de los padres en un caso familiar. El segundo impacto es una mutación somática de MEN1, a menudo una gran deleción que se produce en la célula endocrina predispuesta y que proporciona a las células la ventaja de supervivencia necesaria para el desarrollo del tumor. El síndrome MEN-1 a menudo presenta tumores de glándulas paratiroides, hipófisis anterior, páncreas endocrino y duodeno endocrino. Con menor frecuencia se observan tumores neuroendocrinos de pulmón, timo y estómago o tumores no endocrinos como lipomas, angiofibromas y ependimomas.
En un estudio de 12 tumores carcinoides esporádicos del pulmón, cinco casos involucraron la inactivación de ambas copias del gen MEN1. De los cinco carcinoides, tres eran atípicos y dos eran típicos. Los dos carcinoides típicos se caracterizaron por una tasa de proliferación rápida con un índice mitótico más alto y una positividad Ki67 más fuerte que los otros carcinoides típicos del estudio. En consecuencia, se consideró que los tumores carcinoides con inactivación del gen MEN1 en el estudio se caracterizaban por características moleculares e histopatológicas más agresivas que aquellos sin alteraciones del gen MEN1.

## Interacciones
Se ha demostrado que MEN1 interactúa con:
- FANCD2,[20]
- GFAP,[21]
- JunD,[22]
- NFKB1,[21]
- MLL,[23]
- RPA2,[24] y
- VIM .[25]